# كوريسوس (كاستوريا)
كوريسوس (Κορησός) هي مدينة في كاستوريا في مقاطعة فوريا إلادا في اليونان.